# Jurmo
Jurmo es el nombre de una isla y un pueblo en el municipio de Korpo en las islas exteriores del archipiélago a las afueras de Turku, Finlandia. Directamente al sur de la isla de Korpo y a 13 kilómetros (8,1 millas) al noreste de la isla de Utö. Es una isla alargada de 5 km (3 millas) de longitud con un ancho promedio de 1 km (0,6 millas). La isla ha tenido su propia iglesia desde 1846 además de un observatorio de aves. Aunque hay docenas de residentes permanentes en la isla, se les unen un buen número de residentes a tiempo parcial llegado el verano.
La isla de Jurmo se formó durante la era glacial.